# Wasserbauingenieur
Der Wasserbauingenieur beschäftigt sich mit Aufgaben des Gewässerbaus (Renaturierung), des Verkehrswasserbaus, des Küsten- und Hochwasserschutzes, des Stauanlagenbaus, des landwirtschaftlichen Wasserbaus oder der Siedlungswasserwirtschaft, wobei diese die Wasserversorgung (z. B. mit Trinkwasser) und die Abwasserentsorgung und -behandlung umfasst. Benachbarte Tätigkeitsfelder sind die Wasserwirtschaft (Hydrologie) und der Grundbau.
Die Berufsausbildung findet als Studium des Bauingenieurwesens an Universitäten und Fachhochschulen statt und schließt mit einer akademischen Graduierung ab. Der bisherige Titel dazu lautete „Diplom-Ingenieur“, abgekürzt: „Dipl.-Ing.“. Seit der Umstellung des Studiensystems wird er vom Bachelor- und Mastergrad im Ingenieurwesen abgelöst.
Der Ingenieur für Wasserbau arbeitet im öffentlichen Dienst bei Kommunen, Ländern (Wasserwirtschaftsverwaltung), dem Bund (Wasser- und Schifffahrtsverwaltung) oder bei Verbänden, aber ebenso in Ingenieurbüros, bei Baufirmen oder Wasserver- oder -entsorgungsunternehmen.

## Berühmte Wasserbauingenieure
Beispiele besonders berühmter oder bedeutender Wasserbauingenieure sind:
- Sunshu Ao (um 630–593 v. Chr.), China, Quebei-Bewässerungsprojekt
- Sextus Iulius Frontinus (40–103 n. Chr.), römische Wasserversorgung
- Giovan Antonio Rusconi (1515/1520–1579), Wasserbauingenieur Venedigs, Übersetzer und Illustrator des Vitruv
- Jan Leeghwater aus Graft-De Rijp (1575–1650), Niederlande
- Sébastien Le Prestre de Vauban (1633–1707), (Canal du Midi, Wassergräben an verschiedenen Festungen)
- Giovanni Poleni (1683–1761), Hydraulik; Poleni-Formel
- Henri de Pitot (1695–1771), Pitotrohr (Staurohr), Aqueduc de Saint-Clément
- Johann Gottfried Tulla (1770–1828), Rheinbegradigung
- Gustav von Wex (1811–1892), Donauregulierung
- Robert Manning (1816–1897), Manning-Fließformel
- James B. Francis (1815–1892), Erfinder der Francis-Turbine
- Lester Pelton (1829–1908), Erfinder der Pelton-Turbine
- Ludwig Franzius (1832–1903), Wasserbauingenieur, Schiffbarmachung der Weser durch die Weserkorrektion
- Viktor Kaplan (1876–1934), Erfinder der Propellerturbine (Kaplan-Turbine)
- Osborne Reynolds (1842–1912), Reynolds-Zahl
- Conradin Zschokke (1842–1918), Schweizer, u. a. Druckluftgründung, Erfinder des Schwimmbaggers.
- Otto Intze (1843–1904), Talsperrenbau
- Max Honsell (1843–1910), TH Karlsruhe
- William Mulholland (1855–1935), Wasserversorgung von Los Angeles
- Ludwig Wendemuth (1860–1929), Erbauer des St. Pauli-Elbtunnels
- Theodor Rehbock (1864–1950), TH Karlsruhe
- Ludwig Prandtl (1875–1953), Grenzschichttheorie
- Cornelis Lely (1854–1929), Eindeichungen des Zuiderzee
- M. Visvesvaraya (1861–1962), Inder
- Alfred Stucky 1892–1969 Schweizer Talsperrenbauer
- Willem Johan van Blommestein (1905–1985), Niederländer, Projektant des Prof.-Dr.-Ir.-W.-J.-van-Blommestein-Sees in Surinam
- Friedrich Bassler (1909–1992), hydro-solares Energieprojekt Qattara-Senke